# Фазорегулятор
Фазорегулятор — индуктивная электрическая машина, конструктивно представляющая собой асинхронную машину с фазным заторможеным ротором, которая предназначается для регулирования фазы напряжения вторичной обмотки. Первичная обмотка регулятора обычно располагается на статоре, вторичная — на роторе. При прохождении электрического тока по первичной трехфазной обмотке создается вращающийся магнитный поток. Если оси обмоток статора и ротора имеют одинаковое направление в пространстве, то их ЭДС совпадают по фазе.
Если ротор повернут на некоторый угол против вращения потока, то максимум потока достигает раньше осей обмоток ротора, а затем осей статора. В результате ЭДС ротора опережает по фазе ЭДС статора. Если же ротор повернут в сторону вращения, то его ЭДС отстает по фазе от ЭДС статора. Таким образом, поворачивая ротор машины, можно плавно менять фазу вторичной обмотки.
Фазорегуляторы нашли широкое применение в ряде автоматических устройств, для регулирования фаз сеточного напряжения ртутных выпрямителей и тиратронов, а также для проверки ваттметров и электрических счетчиков.